# Birger Ohlsson (friidrottare)
För andra betydelser, se Birger Olsson (olika betydelser).

Birger Ohlsson, född 8 augusti 1968, är en svensk före detta friidrottare specialiserad på medeldistanslöpning och snöskolöpning.
Vid EM inomhus 2000 i Gent slogs han ut i försöken på 800 meter.

## Personliga rekord
| Utomhus - 400 meter: 48,52 (Arlington, Texas USA 2 maj 1992) - 800 meter: 1:47,09 (Malmö 2 augusti 1999) - 1 000 meter: 2:19,5 (Alingsås 1 september 1999) - 1 500 meter: 3:44,96 (Göteborg 5 september 1999) - 10 km landsväg: 30:45 (Mobile, New York USA oktober 2001) 5 km 14:24, Syracuse, New York, 2001 | Inomhus - 800 meter: 1:49,07 (Sindelfingen, Tyskland 22 januari 2000) - 1 000 meter: 2:21,20 (Stockholm 17 februari 2000) |

### Fotnoter
1. 1 2  Wiger 2006, s. 49.
2. 1 2  Wiger 2006, s. 160.
3. 1 2 3 4 5 6 7  ”Personsida på AllAthletics” (på engelska). all-athletics.com. Arkiverad från originalet den 30 augusti 2017. https://web.archive.org/web/20170830193307/http://www.all-athletics.com/node/74333. Läst 30 augusti 2017.
4. ↑  ”European Athletics Indoor Championships - Gent 2000” (på engelska). european-athletics.org. http://www.european-athletics.org/competitions/european-athletics-indoor-championships/history/year=2000/results/index.html. Läst 30 augusti 2017.
5. 1 2 3 4  ”Personsida på IAAF:s webbplats” (på engelska). iaaf.org. https://www.iaaf.org/athletes/sweden/birger-ohlsson-172509. Läst 30 augusti 2017.
6. 1 2 3 4 5  ”Personsida på European Athletics' webbplats” (på engelska). european-athletics.org. http://www.european-athletics.org/athletes/group=o/athlete=194911-ohlsson-birger/index.html. Läst 30 augusti 2017.